# Abaazhvaju (Gvada)
Abaazhvaju (en georgiano: აბააჟვახუ) o Abaazhu-Aju (en abjasio: Абаажә Ахәы) es una aldea que pertenece a la parcialmente reconocida República de Abjasia, dentro del distrito de Ochamchire, aunque de iure es parte del municipio de Ochmachire de la República Autónoma de Abjasia de Georgia.

## Geografía
Abaazhuaju está en el sur de los montes de Kodori, a 25 km de Ochamchire. La aldea se administra desde el pueblo de Gvada.  

## Historia
En 1949, se incorporó al consejo de la aldea de Gvada